# 織田信之
織田 信之（おだ のぶゆき）は、江戸時代中期から後期にかけての旗本。通称は豊五郎、式部。

## 生涯
高家旗本・織田信栄の長男として誕生した。初名は信将。
寛延2年（1749年）12月15日、9代将軍・徳川家重に御目見する。明和4年（1767年）8月21日、父・信栄の蟄居隠居により家督を相続する。明和事件の処罰として、高家旗本から普通の旗本に降格となる。寄合に所属する。天明5年（1785年）、高家肝煎六角広孝・同中条信復らを通じ、高家への復帰を働きかけ、天明6年（1786年）5月2日、高家に復帰する。ただし、高家職に登用されることはなかった。
文化2年（1805年）11月24日、隠居して長男の信味に家督を譲る。文化4年（1807年）6月10日、死去。享年79。

## 系譜
子女は3男5女。
- 父：織田信栄
- 母：不詳
- 正室：木下利潔の娘
  - 長男：織田信味
- 生母不明の子女
  - 三男：津田紀長
  - 次女：榊原長栄室